# 駄ノ塚古墳
駄ノ塚古墳（だのつかこふん）は、千葉県山武市の板附古墳群にある方墳である。方墳としては龍角寺岩屋古墳に次ぎ千葉県2位の大きさ、同時期の用明天皇陵の春日向山古墳や推古天皇陵である山田高塚古墳に匹敵する。発掘調査の結果、西暦610年代（推古天皇18年から28年）の造営であることが判明した。

## 古墳の概要
駄ノ塚古墳は九十九里浜に注ぐ作田川沿いの標高約50メートルの台地上にある一辺約62メートルの大型方墳である。発掘結果の分析から西暦610年から620年頃に造営されたことが判明し、同じ時期関東地方各地に造営された大型方墳や大型円墳とともに、6世紀後半から7世紀にかけて関東地方の首長が勢力を強めていったことを示すとともに、ヤマト王権が地方首長の統合、再編成を進めて国造制の成立へと向かったことを示唆している。
駄ノ塚古墳が所属する板附古墳群には、駄ノ塚古墳の前に造営された6世紀後半代の前方後円墳が2基あって、前方後円墳の築造終了と終末期古墳である方墳の築造開始の状況を知ることができる。また山武市内からは郡衙と古代寺院の遺構も発見されており、地方首長が律令制の郡司となっていく状況についても知ることができる。駄ノ塚古墳は前方後円墳を築造していた時代から国造制、そして律令制の郡司となっていく一地方首長のあり方を示す貴重な遺跡である。

## 九十九里周辺の古墳と駄ノ塚古墳の立地

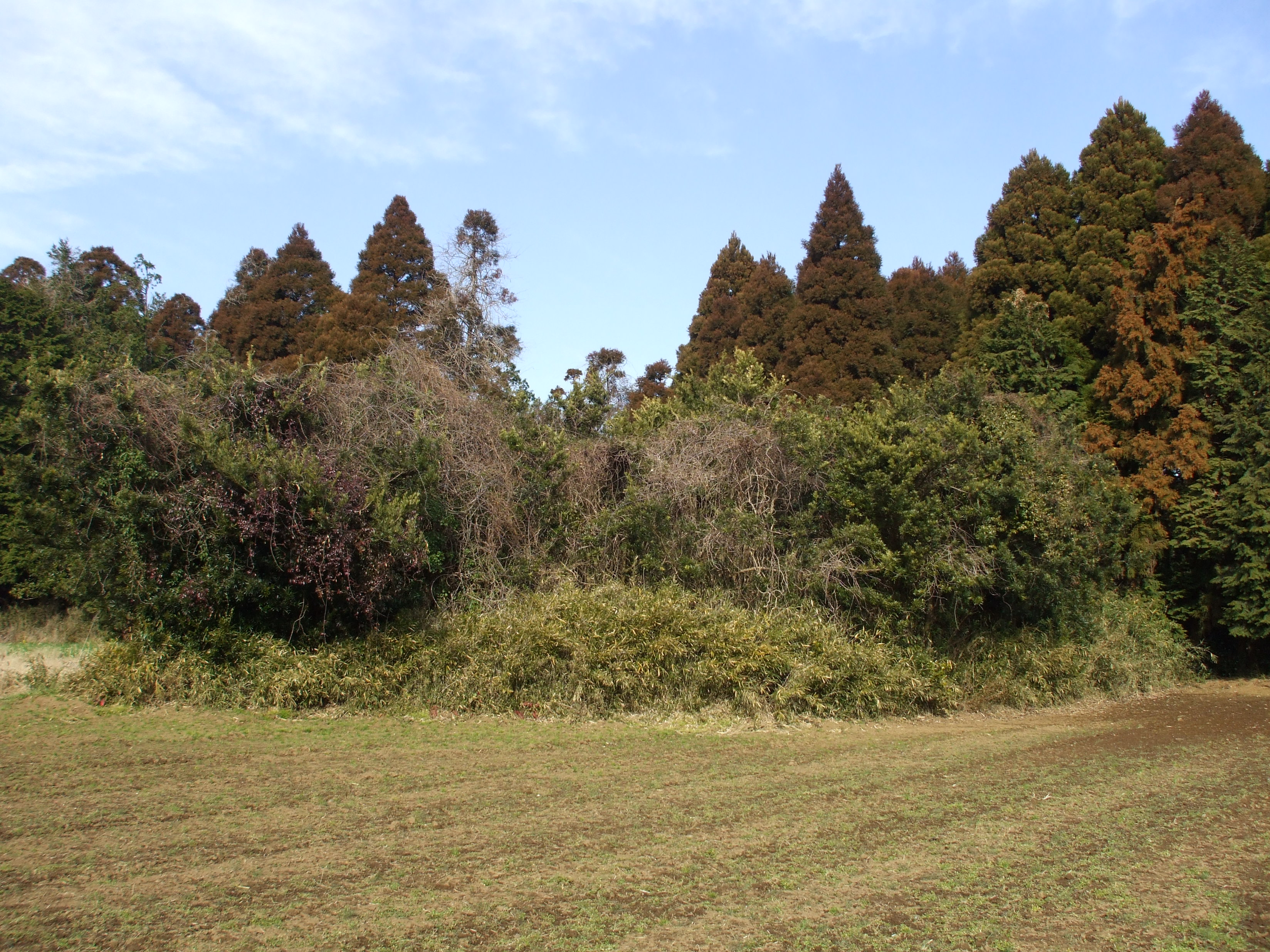
駄ノ塚西古墳、墳丘の南側から撮影。

千葉県の九十九里浜に注ぐ木戸川と作田川の流域の旧武射郡内では、6世紀後半代から7世紀前半にかけて盛んに古墳が築造された。木戸川流域では、中流部の芝山古墳群を構成する殿塚古墳や姫塚古墳が6世紀後半代に築造され、6世紀末には芝山古墳群に隣接して小池大塚古墳が築造された。そして下流域には大堤・蕪木古墳群を構成する朝日ノ丘古墳や大堤権現塚古墳などがある。中でも大堤権現塚古墳は6世紀末築造と考えられており、墳丘長約115メートルと大型の前方後円墳である。また芝山古墳群と大堤・蕪木古墳群のほぼ中間の木戸川中流域には、7世紀代の築造と考えられる直径66メートルの大型円墳である山室姫塚古墳がある。
木戸川の南側を流れる作田川流域では、まず作田川の支流である境川中流域には胡麻手台古墳群があり、墳丘長86メートルの前方後円墳である胡麻手台16号墳が存在する。出土品の内容から、胡麻手台16号墳は6世紀末から7世紀初頭の築造が想定されており、浅間山古墳などとともに、前方後円墳築造の最終段階の古墳の一つと考えられている。
作田川下流域の板附古墳群では、まず6世紀後半代に墳丘長90メートルの西ノ台古墳が築造される。続いて6世紀末に墳丘長63メートルの不動塚古墳が築造された。その後610年から620年頃、大型方墳である駄ノ塚古墳が築造された。駄ノ塚古墳の後には一辺約30メートルと、駄ノ塚古墳の約半分の墳丘長の方墳である駄ノ塚西古墳が築造された。
このように九十九里浜周辺では6世紀後半から7世紀前半にかけて大型の前方後円墳や方墳、円墳が盛んに造られており、これは6世紀後半代、房総半島内の上総国で同じように盛んに古墳を築造していた富津市の内裏塚古墳群、木更津市の祇園・長須賀古墳群、そして下総国に含まれる印旛郡栄町の龍角寺古墳群を上回る規模である。また木戸川と作田川流域では6世紀半ば以前には目立った古墳は造営されておらず、しかも前方後円墳の中でも墳丘に埴輪が立てられなくなった最終段階の前方後円墳の規模が最も大きいという特徴も見いだされる。つまり木戸川と作田川流域の首長は6世紀後半になって急速にその実力を高めたものと考えられる。そして6世紀後半期には木戸川中流域の芝山古墳群、木戸川下流域の大堤・蕪木古墳群、境川流域の胡麻手台古墳群、そして作田川流域の板附古墳群という4ヵ所の有力な古墳群が存在するところから、それぞれに有力な首長が存在したものと考えられるが、7世紀初頭の前方後円墳築造終了後には大型円墳である山室姫塚古墳を除くと、板附古墳群の駄ノ塚古墳と駄ノ塚西古墳以外、有力古墳は築造されなくなり、610年から620年頃の築造と考えられる大型方墳の駄ノ塚古墳は、近隣地域を代表する武社国造として古墳を築造したものと想定されている。

### 板附古墳群と駄ノ塚古墳

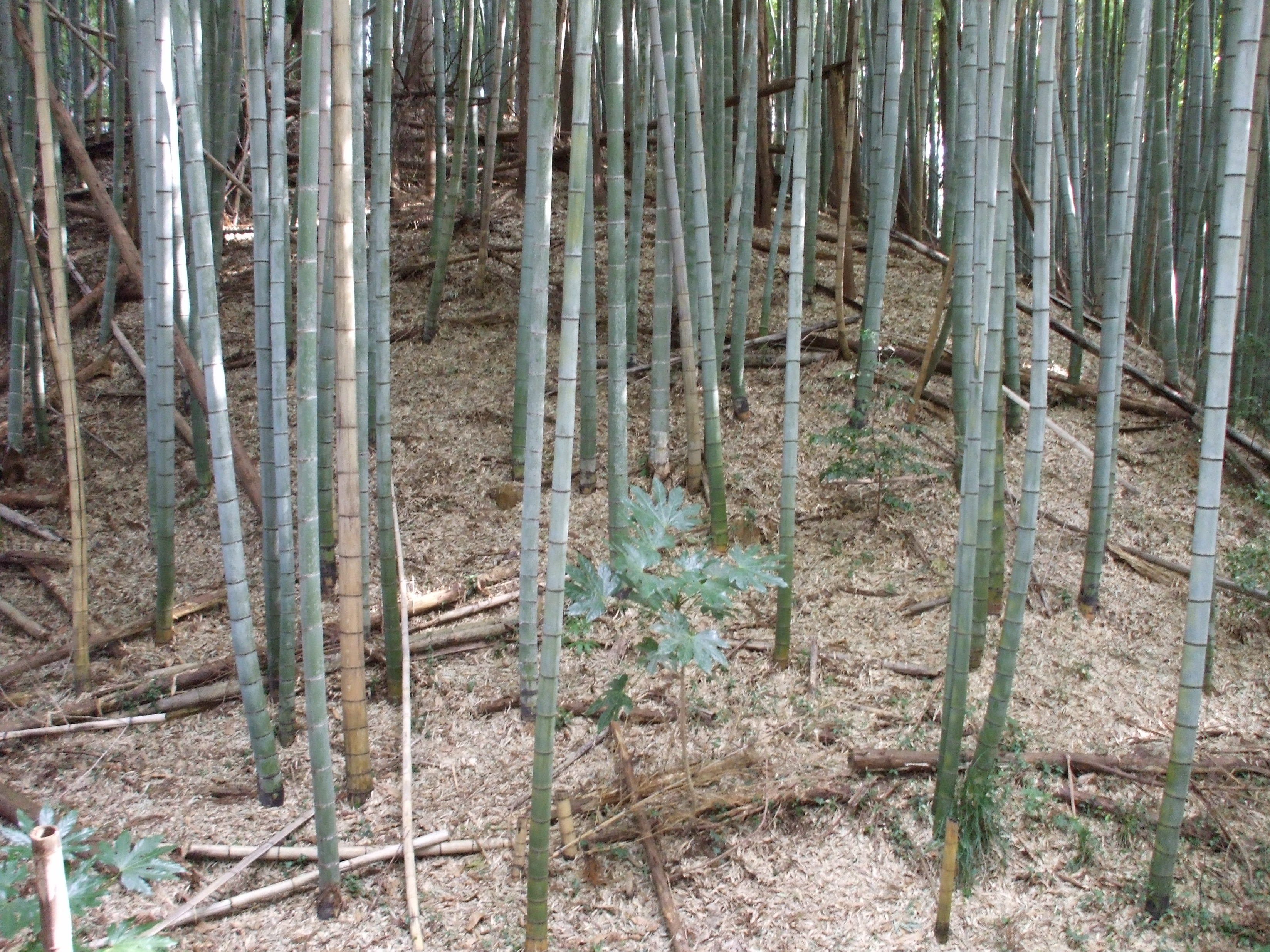
不動塚古墳、西側から前方部を撮影。

板附古墳群は作田川に面する標高約44-50メートルの台地上にあって、前方後円墳3基、方墳3基、円墳29基の合計35基の古墳が確認されている古墳群であり、35基のうち3基は古墳でない可能性もあると考えられている。古墳群の中で3基の古墳はすでに消滅しており、現在32基の古墳が残っているが、その他にも開墾などによって消滅した古墳が存在する可能性がある。古墳群は作田川から北東方向に伸びる小さな谷によって、谷の南側の群と北側群に分けられ、北側群は更に小さな谷によって東側と西側の群に分けられる。つまり板附古墳群は古墳群がある台地が谷によって大きく3つに分けられているため、三つの群に分けられるとされ、駄ノ塚古墳は谷の最奥部上の台地にある北西の群に属し、古墳がある場所の標高は約50メートルである。
板附古墳群はこれまで発掘調査が行われた古墳が7基しかなく、古墳群の全貌は明らかになっていない。古墳群の中で古い時代に築造されたことが知られる古墳は、西ノ台古墳に隣接する方墳の13号墳である。13号墳の築造時期ははっきりとしないが、墳丘からかつて採集されたと伝えられる甕や高坏があり、これらは4世紀代のものと考えられるため、13号墳は4世紀に築造されたとの説がある。また13号墳は5世紀後半に築造されたとの説もある。1990年（平成2年）に行われた西ノ台古墳の範囲確認調査の結果、西ノ台古墳の周溝が13号墳を避けて築造されていたことが明らかとなったため、13号墳は西ノ台古墳に先行して築造されたことは間違いなく、また13号墳の被葬者と西ノ台古墳の被葬者との間に関係性があったことが推測される。
また不動塚古墳に隣接した場所にも円墳の20号墳があって、1994年（平成6年）から1995年（平成7年）にかけて行われた不動塚古墳の調査の結果、やはり不動塚古墳に先行して築造されたことが明らかとなっている。20号墳については6世紀前半に築造されたとの説が出されている。そしてこれまで調査は行われていないが、前方後円墳である16号墳は前方部の高さが後円部に比べて低いため、古墳時代中期以前の古墳である可能性が指摘されている。
いずれにしても板附古墳群では6世紀後半代の築造と考えられる前方後円墳の西ノ台古墳と不動塚古墳以前に古墳の築造が行われていたことは確かであるが、いつ、どのように古墳の築造が始まったのかは現在のところはっきりしていない。
板附古墳群の画期となったのは墳丘長約90メートルの西ノ台古墳の造営である。西ノ台古墳はこれまでのところ埋葬施設の状況が明らかになっておらず、墳丘から検出された埴輪から築造時期が推定されているが、芝山古墳群の殿塚古墳にやや先行する6世紀第3四半期頃の造営が有力視されている。その後墳丘長約63メートルの不動塚古墳が築造された。不動塚古墳の墳丘からは埴輪が検出されないことや横穴式石室の形態などから6世紀末頃の築造と考えられている。6世紀後半から7世紀初頭には九十九里浜に注ぐ木戸川と作田川流域の4ヵ所で規模の大きな前方後円墳の築造が同時進行的に行われており、板附古墳群を造営した首長など、武射地域の首長らが急速にその実力をつけてきたことがわかる。関東地方で律令時代の同一郡内という比較的狭い地域内で複数の大型古墳が築造された例としては、武射郡の他に上野国の群馬郡、新田郡が挙げられる。
そして板附古墳群では610年から620年頃、駄ノ塚古墳が築造された。前方後円墳が築造されていた時期には武射地域の4ヵ所で同時進行的に規模の大きな古墳が造営されていたものが、前方後円墳築造終了後の方墳や円墳が築造される7世紀前半には、板附古墳群以外には木戸川流域の芝山古墳群と大堤・蕪木古墳群の中間に築造された大型円墳である山室姫塚古墳以外、有力古墳の築造が行われないようになり、駄ノ塚古墳の被葬者が武射地域を代表する武社国造となっていったものと考えられる。ただし山室姫塚古墳は直径60メートルを越える大型円墳であり、武社国造の地位が板附古墳群の被葬者に固定していたわけではないと推測される。また群馬県の総社古墳群や千葉県の内裏塚古墳群や龍角寺古墳群では大型の方墳、栃木県内の多くの古墳群では大型円墳など、関東地方の終末期古墳は方墳ないし円墳のいずれかを築造するのが普通であり、律令時代の同一郡内で終末期の大型古墳である方墳と円墳が築造された例は珍しい。これは板附古墳群の被葬者と山室姫塚古墳の被葬者が別系統の首長であったことを示すとともに、結びつきが強かった畿内王権内の勢力が異なっていたことを示すとの説もある。
駄ノ塚古墳の築造後、7世紀中頃までに一辺が約30メートルと、駄ノ塚古墳の約半分の長さの墳丘長を持つ駄ノ塚西古墳が築造された。終末期古墳である方墳、円墳の規模が時代を下るに従って急速に小さくなるのは、全国各地の古墳群で共通に見られる現象であり、板附古墳群では駄ノ塚古墳で古墳の築造は終了したものと考えられる。

## 古墳の調査と発掘の経緯
板附古墳群を構成する西ノ台古墳は1951年（昭和26年）、不動塚古墳は1954年（昭和29年）に発掘が行われたが、その際に同じ古墳群に属する駄ノ塚古墳について着目された形跡はなく、駄ノ塚古墳が文献にその名が見えるのは1958年（昭和33年）に執筆された山武郡の古墳についての研究書が初めであり、研究者に注目をされるようになったのは比較的最近のことである。1979年（昭和54年）には初めて測量調査が行われ、駄ノ塚古墳は大型の方墳である可能性が高まったとされたが、まだこの時点では後世の富士塚などの塚である可能性もあると見られていた。
国立歴史民俗博物館では、1985年（昭和60年）度から6年間の計画で「日本歴史における地域性の総合研究」が行われることになった。その中で「古代東国の地域的特性」がテーマの一つに取り上げられ、まず古代東国の中でも古墳時代の後期から終末期にあたる6世紀から7世紀の東国の古墳について焦点を絞ることになった。これはヤマト王権の本拠地である畿内では、6世紀末から7世紀初頭にかけて前方後円墳の築造が終了して大型方墳や大型円墳の築造が行われるようになったことが明らかになってきたが、関東地方を始めとする東日本では、前方後円墳の築造終了については畿内とあまり時間差がないことはわかってきたが、前方後円墳以降に築造されたと考えられる龍角寺古墳群の岩屋古墳、群馬県にある総社古墳群の宝塔山古墳、栃木県の壬生車塚古墳などの大型方墳や円墳が築造された時期については、畿内とほぼ同時期の7世紀初頭から前半という説と、7世紀後半から8世紀まで下るとの説に分かれていた。
この中で、発掘結果から6世紀後半から末頃に造営された前方後円墳であることが明らかになっている西ノ台古墳と不動塚古墳が存在する板附古墳群内の大型方墳である駄ノ塚古墳は、前方後円墳の終末とそれに続く大型方墳の築造について知ることができる古墳であると判断され、また前述のようにこれまで注目されることが少なく、実態がほとんど明らかになっていない駄ノ塚古墳について調査することは大きな意義があると考えられた。そのため1985年（昭和60年）から1986年（昭和61年）にかけて2次にわたって駄ノ塚古墳の発掘が国立歴史民俗博物館の手によって行われることになった。また駄ノ塚古墳北西にある駄ノ塚西古墳についても、駄ノ塚古墳の第2次調査と並行して1986年（昭和61年）に発掘調査が行われ、その後第3次調査として1988年（昭和63年）には、板附古墳群内で駄ノ塚古墳と最も近い時期に造営されたと考えられる不動塚古墳の再測量調査が行われた。

## 古墳の構造
駄ノ塚古墳は墳丘の一辺が62-64メートルの、ほぼ正方形をした方墳である。墳丘は三段に築成されており、墳丘の高さは約10メートルである。一段目の高さは約2メートル、二段目は約3メートル、三段目は約5メートルであり、三段目の高さが一番高くなっている。墳丘周囲は二重の周溝が巡っていて、内溝は幅3.8-5メートル、深さ0.5-1.1メートルで、内側の溝の外側には約4メートルの堤があり、堤の外側には幅1.2-4.2メートル、深さ0.4-0.8メートルの外溝がある。内溝、外溝ともに古墳東側に谷がある影響からか墳丘東側の周溝は幅が細く、南辺でも東側に向かうにつれて外溝は細くなっている。外溝の外側の周囲は一辺約84メートルに達する。
墳丘は台地上に構築されているが、全体的に北西から南東側に向けて傾斜しており、標高の高い墳丘の西側と北側については地表を削って整地したものと考えられる。墳丘は主に関東ローム層を構成する土で造られているが少量の黒色土も混じっており、これはローム土の赤土の中に黒色土の層を作ることによって墳丘の構造を安定化させる狙いがあったと見られている。
墳丘の発掘の中で、墳丘の盛土内に大きな溝が検出された。溝は墳丘の南側を除く東、北、西側で確認されており、溝はいったん墳丘の盛土がある程度行われた後、盛土部分から古墳の基盤のローム層にかけて掘り込まれており、それぞれ墳丘の中心から約20メートルのところを幅約4-5メートル、深さ2メートル以上も掘り込まれていた。これは駄ノ塚古墳は当初一辺40メートル程度の方墳として計画されたものが、途中から設計変更が行われ現在の一辺約62メートルの方墳となったため当初の計画での周溝が検出されたとも考えられたが、一番肝心の墳丘南側の横穴式石室がある部分では溝が検出されず、何よりもいったん盛土がなされた後に掘り込まれている事実から設計変更ではなく、墳丘の強度を増すための工法の一種ではないかと推測されている。
なお、墳丘からは葺石、埴輪は全く検出されていない。
前方後円墳の築造が終了した後、房総半島では龍角寺古墳群の岩屋古墳、祇園・長須賀古墳群の松面古墳、内裏塚古墳群の割見塚古墳といった大型の方墳が有力首長によって造営されたが、その中で駄ノ塚古墳は岩屋古墳に次ぐ墳丘規模を持つ。

## 埋葬施設と出土品

### 横穴式石室について
駄ノ塚古墳の埋葬施設は凝灰質の泥岩の切石で造られた、奥室、前室、羨道がある複室構造の横穴式石室である。石室は墳丘の南側に造られており、全長は7.76メートルで、石室の再奥部は墳丘中央よりも約15メートル南側にあり、横穴式石室の奥部が墳丘中央に達していない。これは山武地区では長大な横穴式石室を造る伝統がなかったことと、そもそも石室の材質である凝灰質の泥岩が強度的に弱く、長大な石室を造ることが困難であったためと考えられる。
石室の高さは約2メートルあり、幅は床面では1.3-1.5メートル、天井部になると0.7-0.8メートルと、持ち送り構造となっている。石室を造る際には石の裏側に粘土で裏込め作業を行い、石材によっては長方形の一辺を切り、その部分に石を組み合わせる切り組み手法を採用し、石室の天井石の間には石の間を埋めるためと石同士を密着させるために粘土が詰められるなど、石室の強度を強化する工夫が見られるが、それでも横穴式石室の築造時ないしは古墳の埋葬が行われている最中に奥室が崩壊を起こしたため、いったん墳丘を掘り下げて補修作業が行われたことが明らかになっている。
羨道の床面には粘土が敷かれ、前室と奥室の床面にはチョウセンハマグリを中心とした貝殻が敷かれていた。チョウセンハマグリは外洋性のハマグリであり、駄ノ塚古墳に近接する九十九里浜で採集されたものと考えられる。房総半島の古墳の中には石室内に貝殻を敷く古墳があり、なぜ貝殻を敷いたのかは不明であるが、防湿のために敷いたとの仮説が唱えられている。
横穴式石室の羨道からは、石室の閉塞石が検出された。閉塞石の外側は土砂で塞がれていたが、発掘の結果、駄ノ塚古墳では追葬が複数回行われ、その都度閉塞石外側の土砂と閉塞石を取り除き、追葬終了後に埋め戻されていたことが明らかとなった。
駄ノ塚古墳は石室前庭部から検出された陶磁器片から、近世になって盗掘が行われたと考えられている。盗掘者は羨道上部に盗掘坑を設け、石室内に侵入しており、副葬品や被葬者の人骨は盗掘の結果その多くが散逸した。盗掘後の埋め戻しと盗掘の際の石室破壊の結果発生したと考えられる奥室の崩壊によって、駄ノ塚古墳の石室に大量の土砂が流入することになった。

### 出土品について

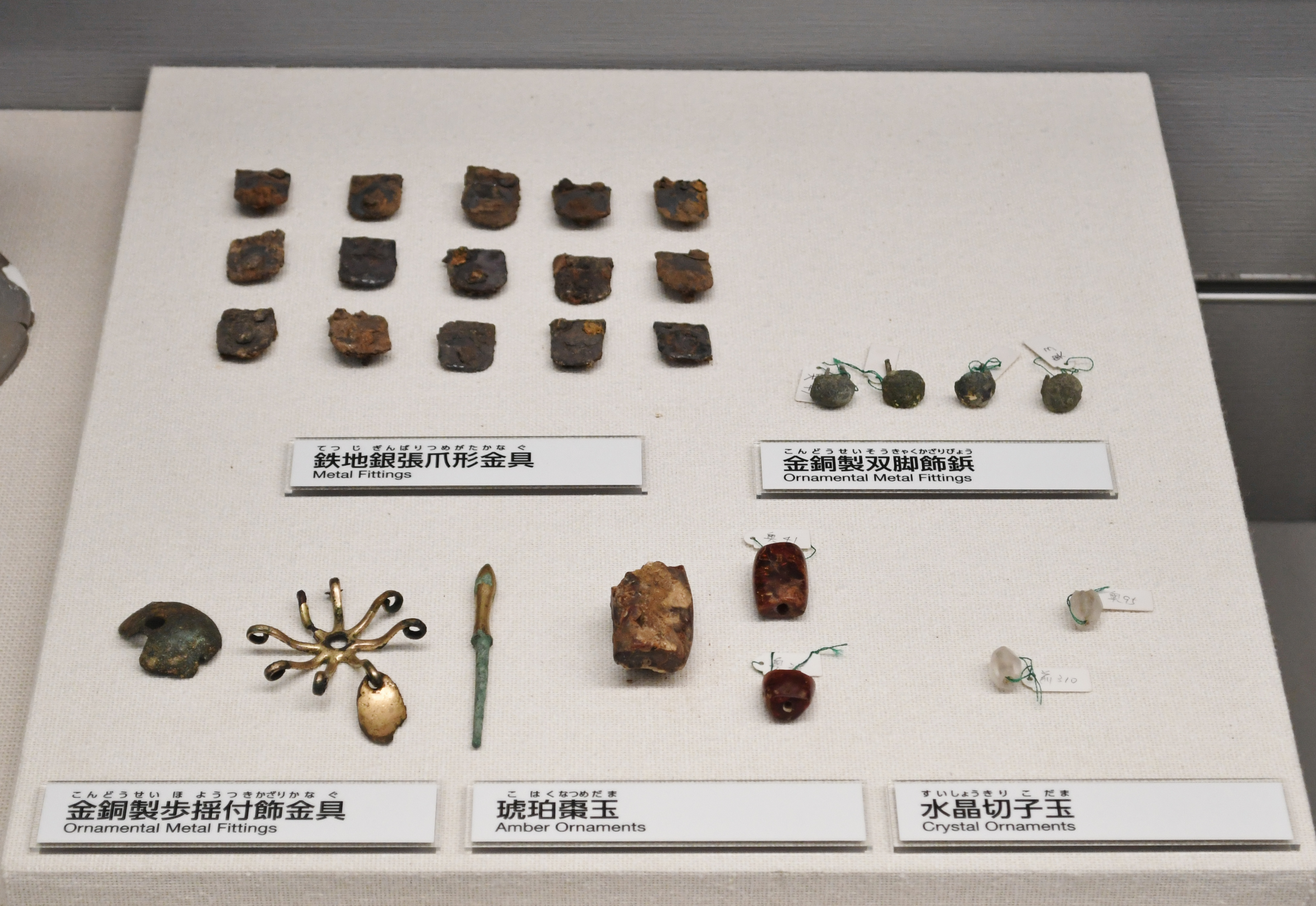
副葬品（国立歴史民俗博物館蔵）

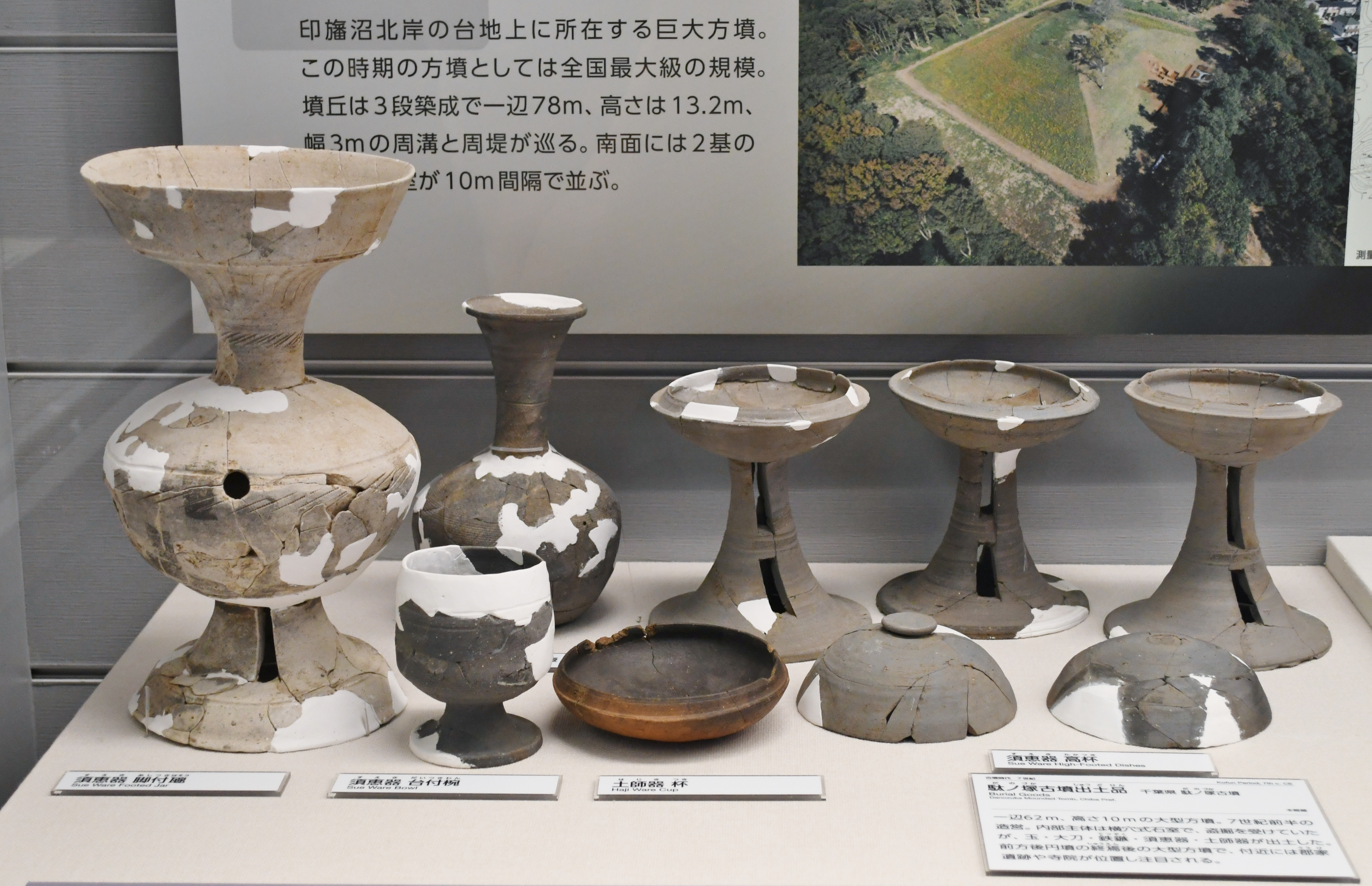
副葬土器（国立歴史民俗博物館蔵）

駄ノ塚古墳に副葬された副葬品の多くは、追葬と近世に行われたと考えられる盗掘の結果、本来の副葬場所から散逸してしまっているが、発掘の結果3対の耳輪、碧玉製、メノウ製、鉛ガラス製の勾玉、水晶製とアルカリガラス製の切子玉、琥珀製の棗玉、ガラス製の丸玉といった装飾品類、銀象嵌の装飾がある大刀、刀子、鉄鏃、金銅と銀によって装飾された馬具、そして木棺に使用されたと考えられる鉄釘、須恵器、土師器などが検出された。
鉄釘の一部には木片が付着しており、木片の材質がスギであることから、スギ材が駄ノ塚古墳の埋葬に用いられた木棺に使用されたことがわかる。また木棺は最低でも前室と奥室に1基は安置されていたと考えられる。
検出された鉄鏃の形態は多様で、6世紀後半から7世紀前半のものと考えられる。銀象嵌の大刀は6世紀末頃のものと見られる。また金銅と銀によって装飾された馬具は、藤ノ木古墳や金鈴塚古墳に副葬された馬具との共通する部分が見られ、やはり6世紀後半のものと考えられ、駄ノ塚古墳の副葬品は6世紀後半から7世紀前半のものであることが判明した。
また須恵器は12点発掘されたが、全て横穴式石室前の内側周溝から破片として検出された。検出状況から須恵器は意図的に壊され、破片を内側周溝に撒いたものと考えられ、駄ノ塚古墳築造の契機となった首長の葬送時、祭祀に用いられた須恵器を破砕して散布した可能性が高いと見られている。須恵器の形態は押坂彦人大兄皇子が被葬者と見られ、7世紀初頭の築造とされる牧野古墳から出土した須恵器より少し新しく、610年代のものと考えられる。つまり駄ノ塚古墳の築造は610年から620年頃である可能性が高い。
駄ノ塚古墳から検出された出土品から、前方後円墳築造終了後に造営された大型方墳である駄ノ塚古墳は、6世紀前半でも早い時期に造営されたことがほぼ確実となり、6世紀末には前方後円墳の築造が終了して終末期古墳である方墳や円墳などの築造へと移行した畿内からあまり遅れることなく、関東地方でも前方後円墳後の大型方墳の築造が開始されたことが明らかとなった。

### 出土した人骨と歯について
駄ノ塚古墳の石室内からは複数の人骨と歯が検出された。ともに保存状況が悪く、何体の人物がどのように埋葬されたのか検出状況から解釈するのは困難である。ただし発見された歯は全て永久歯であり、乳歯は全く検出されなかったことから幼児は葬られなかった可能性が高い。また永久歯の発育途上の歯が検出され、歯の中には咬耗がほとんど見られない歯があることから、少年が埋葬されたと考えられる。そして著しく咬耗が進行した歯も検出されなかったことから、老年期の人物も埋葬されなかった可能性が高く、駄ノ塚古墳に埋葬された人物は少年期から壮年期にかけての人物であったと見られている。
石室内から検出された歯と骨の分析から、前室には成人男性3名、成人女性3名、6-7歳の小児1名の計7名、奥室には青年女性1名、性別不明の成人1名、6-7歳の小児1名の計3名の歯や骨があった可能性が一番高いと考えられ、うち前室と奥室の小児は同一人物ではないかと考えられており、全体としては成人7名、青年1名、小児1名の9名が埋葬されていた可能性が高い。
駄ノ塚古墳の副葬品の中で、銀象嵌の大刀、馬具ともに埋葬当初は奥室に安置されていたものと考えられ、奥室の性別不明の成人の埋葬時に副葬された可能性が高い。その場合、奥室の成人は男性であったと見られる。

## 駄ノ塚古墳と武射郡衙、武射寺
武射郡内では、7世紀初頭から前半の終末期古墳の造営時期に、大型の方墳である駄ノ塚古墳とともに、木戸川沿いに大型の円墳である山室姫塚古墳が造営されており、この時点で木戸川沿いの芝山古墳群と大堤・蕪木古墳群の勢力と、作田川沿いの胡麻手台古墳群と板附古墳群の勢力がともにある程度の統合をして、木戸川沿いの勢力と作田川沿いの勢力とが武射国造の地位に交互に就いた可能性がある。ただし後述する古代寺院が大堤・蕪木古墳群の近く以外で8世紀初頭に建立されているのが確認されているため、大堤・蕪木古墳群を造営した首長は早い時期に没落したものの、残りの3首長はある程度の勢力を保持し続けた可能性が高い。
木戸川と作田川の流域の武射郡では、終末期古墳の築造が終了する7世紀後半から8世紀初頭にかけて武射郡衙と古代寺院が造られた。武射郡衙は作田川下流域にある嶋戸東遺跡であると考えられ、嶋戸東遺跡のすぐ近くからは武射郡を代表する寺院と考えられる「武射寺」との墨書土器が検出された真行寺廃寺が建立され、さらに芝山古墳群、胡麻手台古墳群、板附古墳群の近くにも真行寺廃寺より規模が小さな寺院が建立されたことが知られている。嶋戸東遺跡と真行寺廃寺は、6世紀後半から7世紀にかけて盛んに古墳を造営してきた武射郡内の芝山古墳群、大堤・蕪木古墳群、胡麻手台古墳群そして板附古墳群からともにやや離れた場所に位置しており、古墳時代後期から終末期にかけて力を振るった武射郡内の4大首長が再編成された上で、改めて郡衙と古代寺院を建てる場所を決めた可能性が指摘されている。
前方後円墳築造の終了後、大型方墳である駄ノ塚古墳に代表される終末期古墳が築造される時期、ヤマト王権は地方首長の統合、再編成を進めるようになり、その結果終末期の大型古墳を造営する首長は、前方後円墳を築造していた時期の首長よりもその数が絞られることになった。この時期に国造制が成立したとも考えられ、前方後円墳の築造終了と終末期の方墳や円墳の築造開始は、ヤマト王権の統治システムの大規模な変更を意味する大きな出来事であった。地方首長の統合、再編成はその後も進められ、やがて国造から律令制の郡司へと変化していく。この時代には地方首長の権威の象徴は古墳の築造から寺院の建立へと変わり、古墳の築造そのものが終了していくことになる。

## 駄ノ塚古墳の特徴
駄ノ塚古墳は3世紀から全国各地で造られ続けた前方後円墳の造営終了後、終末期古墳として造営された大型の方墳の一つとして知られている。駄ノ塚古墳がある上総国以外にも上野国、下野国、常陸国、武蔵国、下総国といった関東地方各地に、前方後円墳築造終了後に造営された大型の方墳、円墳が存在するが、詳細な発掘調査の結果、7世紀の早い時期に駄ノ塚古墳の造営が行われた事実が明らかになったことにより、関東地方でもヤマト王権の中枢地である畿内からあまり遅れることなく前方後円墳から終末期の方墳や円墳などの築造へ移行していったことが明らかになった。
駄ノ塚古墳は一辺約60メートルという大きさであり、これは同じ時期ヤマト王権の大王を葬ったと考えられる春日向山古墳や山田高塚古墳とほぼ同じ大きさである。このように7世紀前半から中頃にかけての関東地方では、各地で大王陵と匹敵ないしは凌駕する規模の方墳や円墳が造営された。これはヤマト王権が6世紀末から7世紀にかけて新たな体制を構築していく中で、広大な面積を持つ関東地方と東北地方を重視するようになり、そういった状況下で関東地方の重要性が増すことにより、関東各地の首長の力が強まったため、大規模な方墳や円墳の築造が行われるようになったと考えられる。その一方で駄ノ塚古墳が属する武射郡内で6世紀後半から7世紀初頭にかけて大規模な前方後円墳を築造していた4つの勢力が、終末期の方墳や円墳を築造する時代になると2つの勢力になったことも明らかになっており、これはヤマト王権によって武射郡内の首長勢力の統合、再編成が行われた結果と考えられ、古代豪族の連合体制から国造制の成立へ向けて、ヤマト王権の関与が強まっていく状況もまた見えてくる。
また、板附古墳群の駄ノ塚古墳や駄ノ塚西古墳は方墳であるが、同じ武射郡内の終末期の古墳である山室姫塚古墳は円墳である。これはそれぞれの古墳を築造した首長が結びついた畿内のヤマト王権内の勢力に違いがあった可能性が指摘されており、具体的には畿内で春日向山古墳、山田高塚古墳、石舞台古墳といった大型方墳を築造したのは蘇我氏や蘇我氏と関係が深い豪族や大王家の成員で、牧野古墳などの大型円墳を築造した勢力は非蘇我氏や蘇我氏と関係が薄い大王家の成員であり、関東地方でも方墳を築造した勢力は蘇我氏や蘇我系の王族との関係が深く、円墳を築造した勢力は非蘇我氏や蘇我氏と関係が薄い王族との関係が深いのではとの説も提唱されている。
駄ノ塚古墳などの終末期の大型古墳の築造は7世紀後半になると終息を迎え、地方首長の統合、再編成はさらに進み、律令制の郡司の時代となり、首長の権威の象徴は古墳から寺院へと変わる。駄ノ塚古墳を始めとする旧武射郡内の古墳からは、関東地方の首長たちが6世紀後半になって力を強め、全国有数の規模の方墳や円墳を築造するようになり、その一方で首長の統合、再編成が行われて国造、そして律令制の郡司へとなっていく過程を確認できる貴重な遺跡である。